# Neuhof (Creußen)
Neuhof (oberfränkisch: Naihuf)  ist ein Gemeindeteil der Stadt Creußen im Landkreis Bayreuth (Oberfranken, Bayern). Die Gemarkung Neuhof hat eine Fläche von 11,917 km². Sie ist in 1410 Flurstücke aufgeteilt, die eine durchschnittliche Flurstücksfläche von 8451,67 m² haben. In ihr liegen neben dem namensgebenden Ort die Gemeindeteile Altenkünsberg, Haaghaus, Oberschwarzach, Tiefenthal und Unterschwarzach.

## Lage
Das Dorf liegt  auf einer Hochebene der Fränkischen Schweiz und ist allseits von Acker- und Grünland umgeben. Die Staatsstraße 2184 führt nach Creußen  zur Bundesstraße 2 (2 km westlich) bzw. nach Seidwitz (2 km östlich). Gemeindeverbindungsstraßen führen nach Preußling (2 km südlich) und über Brunnenhof zu einer Gemeindeverbindungsstraße (1,4 km nördlich), die entlang des Südrandes des Waldgebietes Creußener Hagenreuth von Creußen nach Altenkünsberg verläuft.

## Geschichte
Der Ort wurde 1396/99 als „Newnhof“ erstmals urkundlich erwähnt.  1402 kaufte der Nürnberger Burggraf Johann vom böhmischen Hauptmann Schwynarz zu Auerbach den Ort. Rechtsnachfolger der Burggrafschaft Nürnberg war Brandenburg-Kulmbach bzw. Brandenburg-Bayreuth. In der Fraisch unterstand der Ort dem brandenburg-bayreuthischen Kasten- und Stadtvogteiamt Creußen. Von 1791/92 bis 1810 unterstand Neuhof dem preußische Justiz- und Kammeramt Pegnitz.
Mit dem Gemeindeedikt (frühes 19. Jahrhundert) wurde Neuhof dem Steuerdistrikt Birk und der Ruralgemeinde Birk zugewiesen. Am 1. Oktober 1857 entstand die Ruralgemeinde Neuhof. Zu dieser gehörten die Orte Altenkünsberg, Haaghaus, Oberschwarzach, Tiefenthal und Unterschwarzach. Sie unterstand in Verwaltung und Gerichtsbarkeit dem Landgericht Pegnitz und in der Finanzverwaltung dem Rentamt Pegnitz. Im Rahmen der Gebietsreform in Bayern wurde die Gemeinde am 1. Januar 1977 in die Stadt Creußen eingegliedert.